# Romanechita
La romanechita es un mineral de la clase de los minerales óxidos. Fue descubierta en 1910 en la comuna de Romanèche-Thorins, en la región de Borgoña (Francia), siendo nombrada así por esta localidad. Sinónimos poco usados o no aceptados son: hidrobraunita y psilomelana.

## Características químicas
Es un óxido de manganeso y bario, química y estructuralmente muy similar a la hollandita ((BaKCaSr)(Mn4+
Mn3+
TiFe3+
)
8O
16).
Es el componente principal de la psilomelana, la cual es una mezcla de minerales, por lo que es incorrecto considerarlos sinónimos como se hacía antes.

## Formación y yacimientos
Aparece como producto de la alteración a la intemperie de minerales del manganeso, tanto silicatos, carbonatos y óxidos, en los yacimientos de tipo sedimentario. También puede formarse sustituyendo a otros minerales en calizas y dolomías. Es el principal componente de la psilomelana y del llamado "barníz del desierto", que es un recubrimiento rico en óxido de manganeso que se forma sobre las rocas en las regiones áridas. También se ha encontrado en ágatas.
Suele encontrarse asociado a otros minerales como: pirolusita, hausmannita, calcofanita, braunita, goethita, calcita o cuarzo.